# Molí fariner (Regencós)
El Molí fariner és una obra de Regencós (Baix Empordà) inclosa a l'Inventari del Patrimoni Arquitectònic de Catalunya.

## Descripció
Es tracta d'un dels elements que formaven part de l'antic moli fariner d'en Coll, al terme municipal de Regencós.
Aquest element consta d'un recipient de pedra on per tracció animal es feia rodar una mola, que anava aixafant el blat de moro o les faves, per fer farinada.
L'animal en qüestió anava donant voltes al voltant del recipient que és de planta circular. La mola, és un con de pedra massissa.